# Навакаускас, Игнас
И́гнас Навака́ускас (лит. Ignas Navakauskas; 22 сентября 1989) — литовский гребец-байдарочник, выступает за сборную Литвы начиная с 2013 года. Участник летних Олимпийских игр в Рио-де-Жанейро, двукратный бронзовый призёр чемпионатов Европы, чемпион Универсиады в Казани, победитель многих регат национального и международного значения.

## Биография
Игнас Навакаускас родился 22 сентября 1989 года. Активно заниматься греблей начал с раннего детства, проходил подготовку под руководством тренера Ромаса Петруканецаса.
Первого серьёзного успеха на взрослом международном уровне добился в сезоне 2013 года, когда вошёл в основной состав литовской национальной сборной и выступил на чемпионате мира, где сумел дойти до финала. Будучи студентом, представлял страну на летней Универсиаде в Казани — в зачёте одиночных байдарок на дистанции 200 метров обогнал здесь всех своих соперников и завоевал тем самым золотую медаль.
В 2015 году Навакаускас побывал на чемпионате Европы в чешском Рачице, откуда привёз награду бронзового достоинства, выигранную в одиночках на двухстах метрах — в финальном заезде его обошли только серб Марко Драгосавлевич и швед Петтер Меннинг. В той же дисциплине выступил на первых Европейских играх в Баку, однако попасть здесь в число призёров не смог.
На европейском первенстве 2016 года в Москве вновь взял бронзу в гонке байдарок-одиночек на двухсотметровой дистанции — на сей раз разделил третье место с представителем Латвии Алексеем Румянцевым, проиграв британцу Лиаму Хиту и шведу Меннингу.
Благодаря череде удачных выступлений Игнас Навакаускас удостоился права защищать честь страны на летних Олимпийских играх в Рио-де-Жанейро. В своей дисциплине К-1 200 с четвёртого места квалифицировался на предварительном этапе, но на стадии полуфиналов финишировал лишь пятым и попал в утешительный финал «Б», где впоследствии показал на финише первое время. Таким образом, в итоговом протоколе соревнований Навакаускас расположился на девятой строке.